# Horoglétra
A horoglétra a tűzoltók által használt létrák speciális válfaja, amely arra szolgál, hogy horgával a felsőbb emelet ablakába akasztva az emeletek kívülről való megmászását lehetővé tegye.

## Története

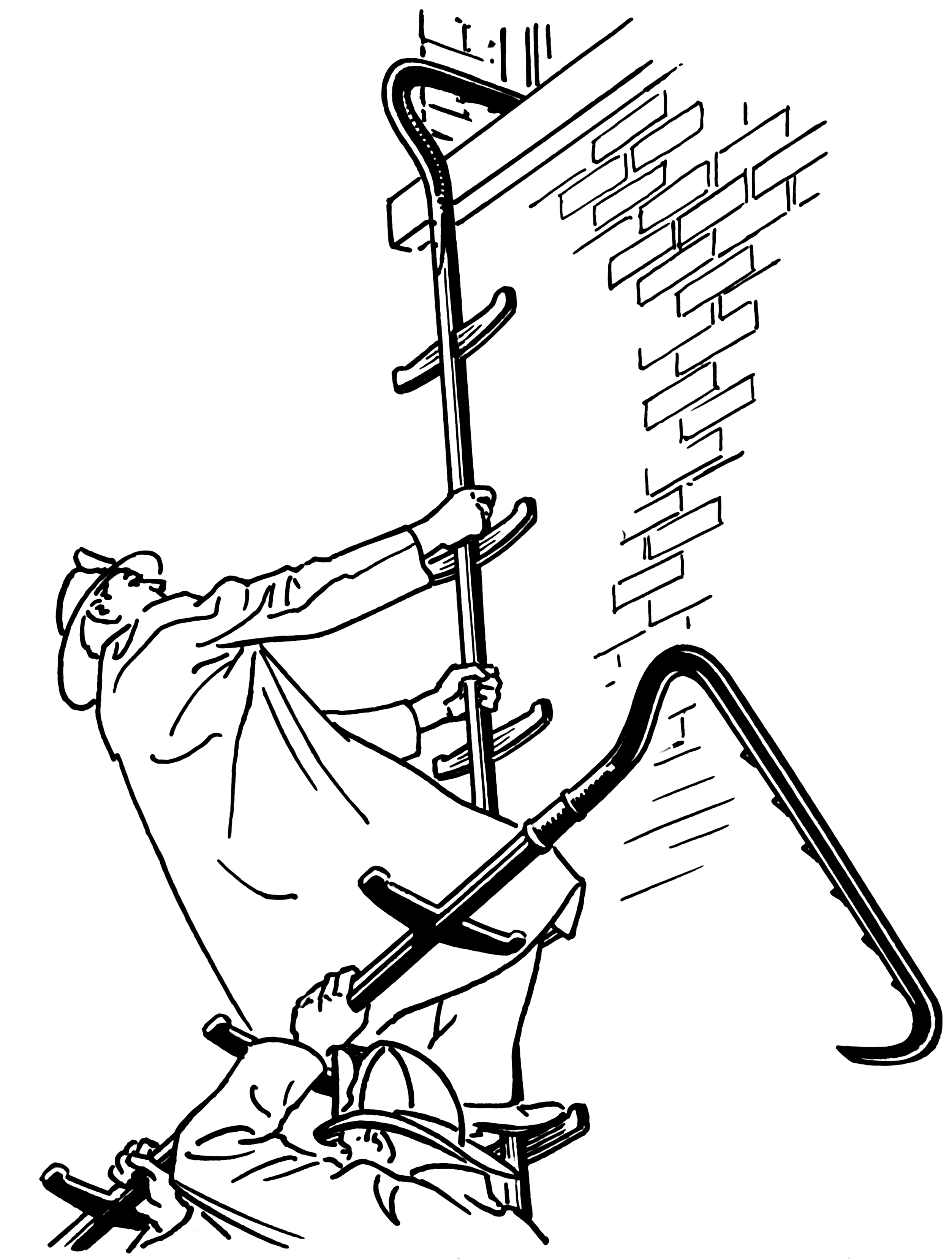
Egykor...

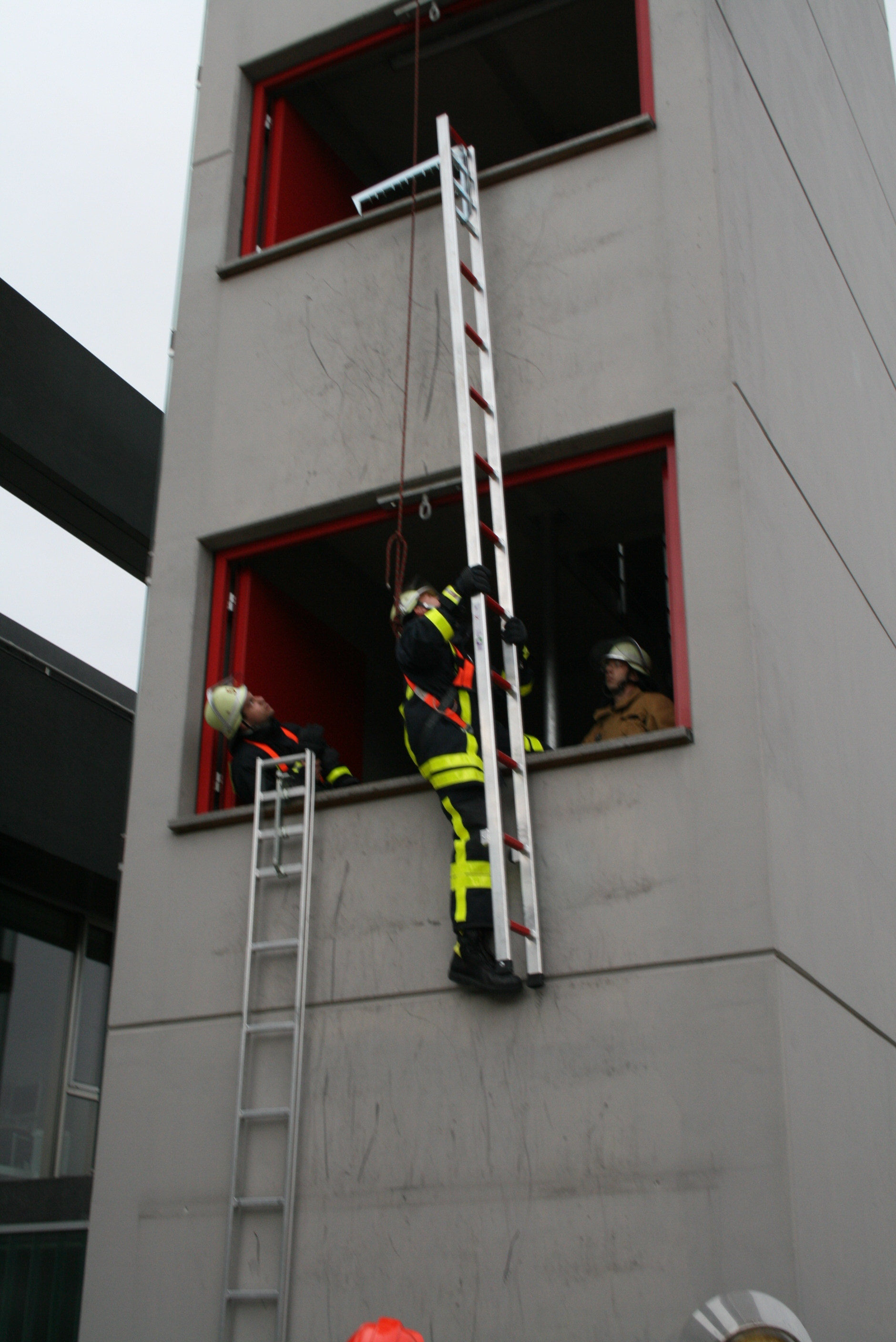
...és ma

A 19. század eleje körül Franciaországban alkalmazták először, s azóta általánosan elterjedt. Eleinte ágmentes, 3–4,7 m hosszú, kőrisfából hasított karokkal készült, hozzájuk erősített vashoroggal, tömege pedig legfeljebb 12 kg. A létra lehetett egykarú, ún. koppenhágai, ennél a fokok külsőleg vaspánttal voltak ráerősítve, vagy kétkarú, ún. német, melynél a fokokat becsapolták. A koppenhágai vashorga mindenkor 0,6–1 m hosszú, egyenes, fűrész alakú fogakkal ellátott horog, míg a kétkarú egy vagy két ilyennel, illetve két ív alakú vaskampóval rendelkezik.
Legjobb a kétkarú létra egy középen alkalmazott fűrészhoroggal.
Manapság már nem fából, hanem alumíniumötvözetből gyártják, ami könnyebb, mégis erős és az időjárás viszontagságainak ellenállóbb.